# Fanny Lewald

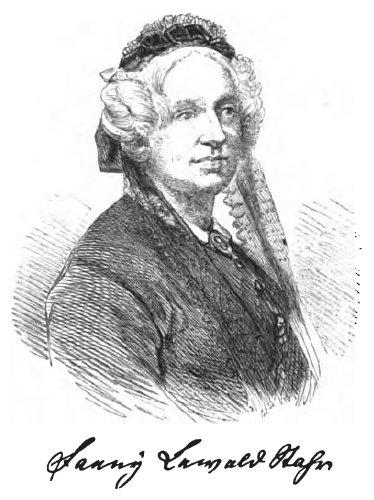
Fanny Lewald.

Fanny Lewald, född den 21 mars 1811 i Königsberg (nuvarande Kaliningrad), Preussen, död den 5 augusti 1889, var en tysk-judisk författarinna, som också engagerade sig i tidens feministiska debatt. Hon var kusin till Ludmilla Assing, och gift med författaren Adolf Stahr.
Lewald debuterade anonymt i tidskriften Europa 1841 och utgav 1843–1884 en mängd romaner och reseböcker, utmärkta för skarp iakttagelseförmåga och realistisk stil. Hon drev tidens "ungtyska" framstegsidéer, bland annat kvinnoemancipationer, och har betraktats som Tysklands motsvarighet till George Sand.

## Romaner (ej fullständig lista)
- Klementine (1842)
- Jenny. Stockholm. 1945. Libris n3rfzg7kl39qvnwz. http://hdl.handle.net/2077/70617
- Prinz Louis Ferdinand (1849; 2nd ed., 1859)
- Das Mädchen von Hela (1860)
- Von Geschlecht zu Geschlecht (8 vols, 1863–1865)
- Nella (1870)
- Die Erlöserin (1873)
- Benvenuto (1875)
- Stella (1883; English trans. by B. Marshall, 1884)

Bland hennes feministiska böcker kan nämnas Osterbriefe für die Frauen (1863) och Für und wider die Frauen (1870). Ett antal av hennes texter gavs ut under titeln Gesammelte Schriften i 12 volymer (1870–1874).